# Oplemenjivanje biljaka
Oplemenjivanje biljaka znanost je o mijenjanju svojstava biljaka kako bi se dobila željena svojstva.
Koristi se za poboljšanje prehrambene kvalitete ljudskih i životinjskih proizvoda. Ciljevi oplemenjivanja biljaka su proizvesti sorte usjeva s jedinstvenim i vrhunskim svojstvima za različite primjene u poljoprivredi. Najčešće su to svojstva koja se odnose na: otpornost na biotski i abiotski stres, prinos zrna ili biomase, karakteristike kvalitete kao što su okus ili koncentracija specifičnih bioloških molekula (proteini, šećeri, lipidi, vitamini, vlakna) i jednostavnost obrade (žetva, mljevenje, pečenje, pretvaranje u slad, miješanje itd.)
Oplemenjivanje biljaka može se postići pomoću mnogo različitih tehnika, od jednostavnog odabira biljaka s poželjnim svojstvima za razmnožavanje, do metoda koje koriste znanje o genetici i kromosomima, te do složenijih molekularnih tehnika (vidi: kultigen i kultivar). Prema genima u biljci određuju se kvalitativna ili kvantitativna svojstva. Uzgajivači nastoje postići specifičan rezultat u biljkama i potencijalno novim biljnim sortama.
Diljem svijeta oplemenjivanje biljaka prakticiraju pojedinci kao što su vrtlari i farmeri, kao i profesionalni uzgajivači biljaka zaposleni u organizacijama kao što su vladine institucije, sveučilišta, industrijska udruženja ili centri za istraživanje specifičnih usjeva.
Međunarodne razvojne agencije smatraju, da je uzgoj novih usjeva važan za osiguravanje sigurnosti hrane razvojem novih sorti koje daju veće prinose, otporne su na bolesti, sušu ili su regionalno prilagođene različitim sredinama i uvjetima uzgoja.